# Finn and Hattie
Finn and Hattie is een Amerikaanse filmkomedie uit 1931 onder regie van Norman Z. McLeod en Norman Taurog.

## Verhaal
Een wonderkind heeft er plezier in om haar neefje in de maling te nemen. Haar ouders nemen hen beiden mee op een scheepsreis naar Parijs. Als ze haar neefje niet treitert, helpt ze haar vader door enkele oplichters te ontmaskeren.

## Rolverdeling
| Acteur            | Personage         |
| ----------------- | ----------------- |
| Leon Errol        | Finley P. Haddock |
| Mitzi Green       | Mildred Haddock   |
| Zasu Pitts        | Mevrouw Haddock   |
| Jackie Searl      | Sidney            |
| Lilyan Tashman    | Prinses           |
| Mack Swain        | Le Bottin         |
| Regis Toomey      | Henry Collins     |
| Harry Beresford   | Straatveger       |
| Ethel Kenyon      | Gescheiden vrouw  |
| Syd Saylor        | Remmer            |
| Louise Mackintosh | Tante Letty       |
| Eddie Dunn        | Taxichauffeur     |
| Oscar Smith       | Zwarte man        |